# Universidad de Suffolk
La Universidad de Suffolk es una universidad pública con sede en dos ciudades y cuatro campus en Suffolk y Norfolk, Reino Unido. Creada en 2007 como University Campus Suffolk (UCS), es una institución nacida de la colaboración entre la Universidad de Anglia del Este y la Universidad de Essex. El nombre actual se adoptó una vez que el Consejo Privado del Reino Unido le otorgara su carta de independencia como universidad en 2016. La universidad funciona como un "centro de sostenibilidad aplicada", que se estructura en torno a un eje eje central en el distrito de Ipswich (Norfolk) y otros tres campus que se ubican en Bury St Edmunds, Lowestoft y Great Yarmouth (también en Norfolk). La universidad cuenta con seis facultades académicas y 9.565 estudiantes (2020). Aproximadamente un 8% del total son estudiantes internacionales y el 66% de los estudiantes son mujeres.
La actual rectora (canciller) de la Universidad de Suffolk es Helen Pankhurst.

## Historia
En 2003, el Consejo del Condado de Suffolk encargó un estudio de viabilidad para crear una universidad en el condado. Suffolk era el condado inglés más grande que no albergaba una universidad. El estudio incluía representantes de la Universidad de Anglia del Este, la Universidad de Essex, West Suffolk College, la Agencia de Desarrollo del Este de Inglaterra, el Consejo de Financiación de la Educación Superior de Inglaterra, el Consejo de Aprendizaje y Habilidades de Suffolk, el Consejo del Condado de Suffolk, el Consejo Municipal de Ipswich, el Chief Executive's Group y la Agencia de Desarrollo de Suffolk.
El plan fue respaldado por el Consejo de Financiación de la Educación Superior de Inglaterra (HEFCE) con una financiación de 15 millones de libras esterlinas en 2005 y atrajo una subvención de 12,5 millones de libras esterlinas del Departamento de Desarrollo del Este de Inglaterra.

## Campus

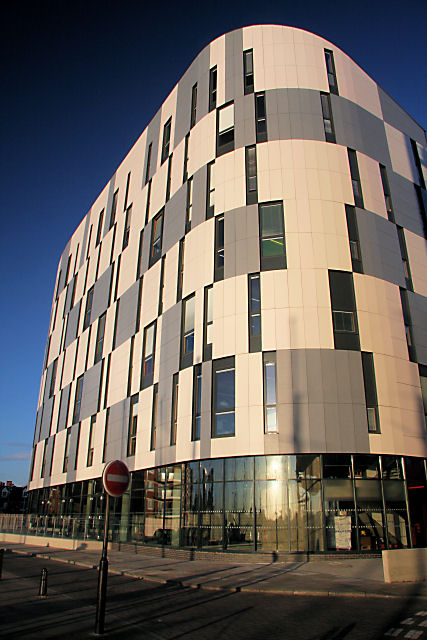
Edificio frente al mar en Ipswich

### Ipswich
El centro principal de la Universidad de Suffolk se encuentra en Ipswich. El campus de Ipswich se distribuye en un área compacta en Waterfront con varios edificios universitarios. El edificio principal de la universidad se conoce como Waterfront building y fue diseñado por RMJM. Inaugurado en septiembre de 2008, su construcción costó £ 35 millones de libras.
El edificio James Hehir, de seis plantas, se inauguró oficialmente en marzo de 2011, con un coste de £ 21 millones de libras. El edificio más reciente, The Hold, alberga la secretaría y una sala de conferencias.

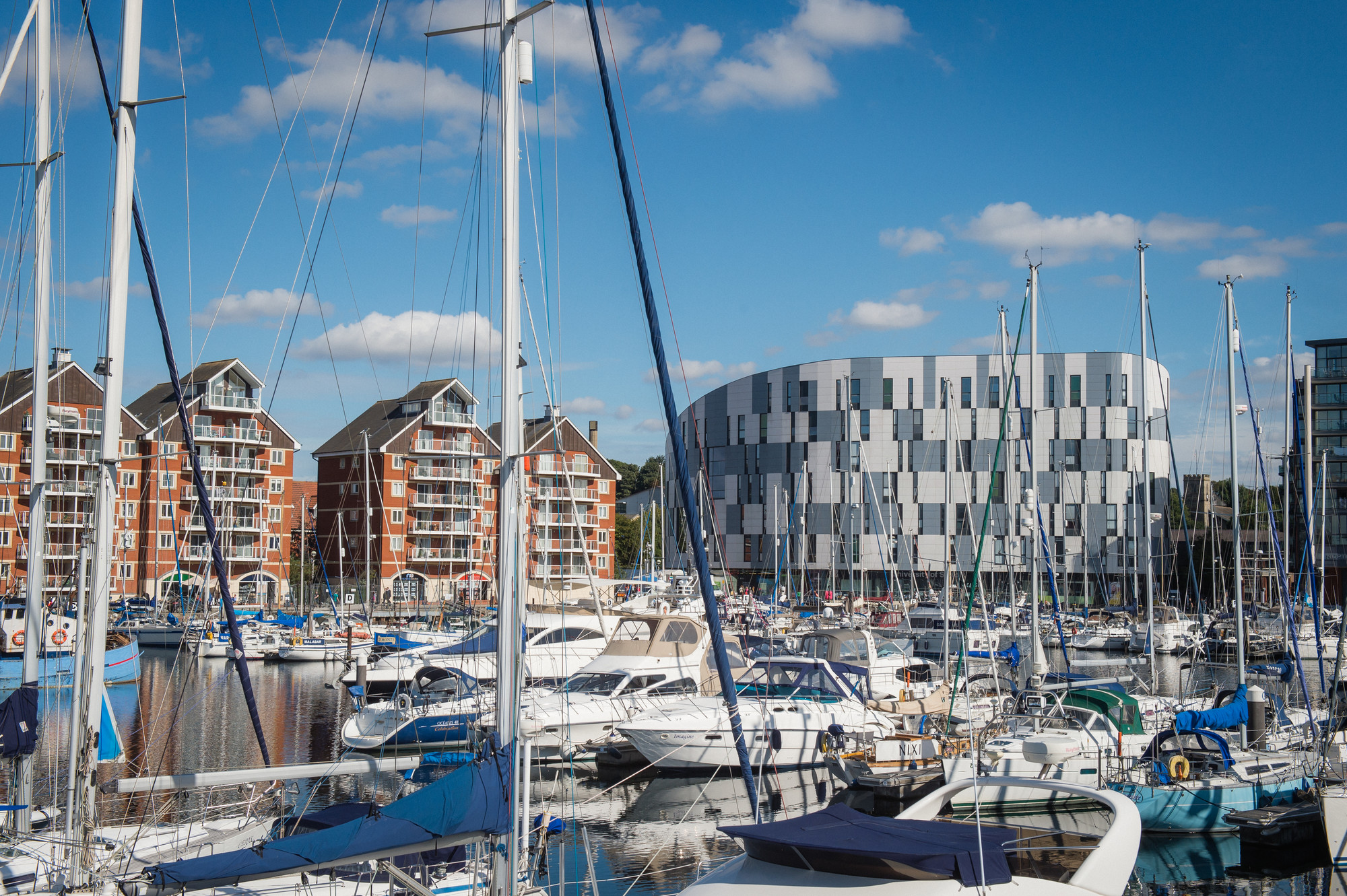
Campus Waterfront

### Great Yarmouth
El campus de Great Yarmouth está ubicado en Southtown, en la vecina Norfolk. Materias como Informática, Ingeniería, Moda, Música y Fotografía están disponibles en el centro, que cuenta con un moderno estudio de grabación.

### Lowestoft
El  campus de Lowestoft ofrece títulos en cuidado infantil, aprendizaje y desarrollo, diseño, prácticas sociales y trabajo integrado, ingeniería de operaciones, apoyo al aprendizaje y ciencias sociales.

## Organización y administración

### Facultades y departamentos
La Universidad se divide en cuatro Escuelas:
- Facultad de Ciencias Sociales y Humanidades
- Facultad de Ciencias Sociales y Humanidades (enlace roto disponible en Internet Archive; véase el historial, la primera versión y la última).
- Facultad de Ciencias de la Salud y del Deporte
- Escuela de Ingeniería, Artes, Ciencias y Tecnología - ESTE

### Colección de Arte Contemporáneo
La Universidad de Suffolk alberga la "Colección de Arte Contemporáneo del Este", que se exhibe en la Waterfront Gallery. Fue fundada por los artistas Robert Priseman y Simon Carter en 2013 y contiene 160 obras de arte de 115 artistas. y se formó para hacer la primera colección pública de arte contemporáneo en el este de Inglaterra.